# Horst Wenzel (Politiker)
Horst Wenzel (* 18. Oktober 1921 in Weißbach) ist ein ehemaliger deutscher Politiker (SED). Er war Vorsitzender des Rates des Bezirkes Gera in der DDR.

## Leben
Wenzel, Sohn eines Fräsers und einer Hausfrau, besuchte die Volksschule in Chemnitz. Zwischen Juni 1935 und Oktober 1938 besuchte er die Berufsschule und absolvierte eine Lehre als Werkzeugschlosser bei der Auto Union AG in Chemnitz. Von Oktober 1938 bis April 1939 war er zum Reichsarbeitsdienst und von April 1939 bis Mai 1945 zum Kriegsdienst bei der Wehrmacht verpflichtet. Er geriet als Stabsgefreiter in US-amerikanische Kriegsgefangenschaft. Nach achtwöchiger Gefangenschaft im Lager Mauerkirchen (Österreich), kehrte Wenzel nach Chemnitz zurück.
Von Juli 1945 bis Juni 1946 arbeitete Wenzel als Werkzeugschlosser im Reichsbahnausbesserungswerk Chemnitz. Im April 1946 trat er der SPD bei und wurde dann Mitglied der SED. Von Juni bis Oktober 1946 besuchte er die Vorstudienanstalt in Chemnitz und legte sein Abitur ab. Von Oktober 1946 bis Januar 1952 studierte Wenzel Wirtschaftswissenschaften an der Technischen Hochschule Dresden mit Abschluss als Diplom-Wirtschaftler. 1947/48 war er dort erster Vorsitzender des Studentenrates.
Von Februar 1952 bis 1953 war Wenzel Assistent des Werkdirektors, von 1953 bis März 1955 Gruppenleiter in der Abteilung Vorplanung bzw. Technologie, zuletzt stellvertretender Haupttechnologe im Eisenhüttenkombinat Eisenhüttenstadt. Von März 1955 bis September 1957 war er Abteilungsleiter bzw. Sekretär der SED-Kreisleitung Eisenhüttenstadt. Von September 1957 bis Juli 1958 studierte er an der Parteihochschule „Karl Marx“ der SED und wirkte dann von Juli 1958 bis Oktober 1963 als Sekretär für Wirtschaft bzw. Leiter des Büros für Industrie und Bauwesen der SED-Kreisleitung Saalfeld.
Von Oktober 1963 bis Mai 1965 fungierte Wenzel als Erster Stellvertreter des Vorsitzenden, von Mai bis November 1965 dann als kommissarischer Vorsitzender und schließlich von November 1965 bis März 1973 als Vorsitzender des Rates des Bezirkes Gera. 1973 trat er aus gesundheitlichen Gründen zurück. Ab Oktober 1963 war Wenzel auch Abgeordneter des Bezirkstages Gera und von März 1967 bis März 1973 Mitglied des Sekretariats der SED-Bezirksleitung.

## Auszeichnungen
- Vaterländischer Verdienstorden in Bronze (1969), in Silber (1971) und in Gold (1981)[1]